# Saropogon kenyensis
Saropogon kenyensis är en tvåvingeart som beskrevs av Jason Gilbert Hayden Londt 1997. Saropogon kenyensis ingår i släktet Saropogon och familjen rovflugor. Inga underarter finns listade i Catalogue of Life.